# Transandinomys talamancae
Transandinomys talamancae és una espècie de mamífer rosegador de la família dels cricètids. Viu a altituds de fins a 1.525 msnm a Colòmbia, Costa Rica, l'Equador, Panamà i Veneçuela. Es tracta d'un animal nocturn i solitari que s'alimenta de llavors, fruita i insectes. El seu hàbitat naturals són els boscos de plana. És una espècie en risc mínim, és a dir, no sembla que hi hagi cap amenaça significativa per a la seva supervivència.